# Molecole del mezzo interstellare
Le molecole elencate di seguito sono state rilevate mediante spettroscopia. Le loro caratteristiche spettrali sono generate da transizioni di elettroni tra diversi livelli di energia, o da spettri rotazionali o vibrazionali. Il rilevamento di solito si verifica mediante analisi delle onde radio, microonde o suddivisioni a infrarossi dello spettro.
Le molecole interstellari sono formate da reazioni chimiche all'interno di nubi interstellari o circumstellari sparse di polvere e gas. Solitamente questo si verifica quando una molecola diventa ionizzata, talvolta a seguito di un'interazione con un raggio cosmico. Questa molecola carica positivamente attira quindi un reagente vicino mediante attrazione elettrostatica degli elettroni della molecola neutra. Le molecole possono anche essere generate da reazioni tra atomi neutri e molecole, sebbene questo processo sia generalmente più lento. La polvere svolge un ruolo fondamentale di schermatura delle molecole dall'effetto ionizzante delle radiazioni ultraviolette emesse dalle stelle.

## Storia
La chimica della vita potrebbe essere iniziata poco dopo il Big Bang, 13,8 miliardi di anni fa, durante un'epoca abitabile in cui l'Universo aveva solo 10-17 milioni di anni.
La prima molecola contenente carbonio rilevata nel mezzo interstellare è stata il radicale metilidinico (CH•) nel 1937. Dai primi anni '70 stava diventando evidente che la polvere interstellare consisteva in un grande insieme di molecole organiche più complesse, probabilmente polimeri. L'astronomo Chandra Wickramasinghe propose l'esistenza di una composizione polimerica basata sulla molecola formaldeide (H2CO). Fred Hoyle e Chandra Wickramasinghe proposero in seguito l'identificazione di composti aromatici biciclici da un'analisi dell'assorbimento dell'estinzione ultravioletta a 2175 Å, dimostrando così l'esistenza di molecole di idrocarburi policiclici aromatici nello spazio.
Nel 2004, gli scienziati riportarono la rilevazione delle firme spettrali di antracene e pirene nella luce ultravioletta emessa dalla nebulosa Rettangolo Rosso (nessun'altra molecola così complessa era mai stata rilevata in precedenza nello spazio). Questa scoperta è stata considerata una conferma di un'ipotesi secondo la quale le nebulose dello stesso tipo di quella del Rettangolo Rosso sono prossime alla fine della loro vita, le correnti di convezione fanno sì che carbonio e idrogeno nel nucleo delle nebulose siano catturati dai venti stellari e si irradino verso l'esterno. Mentre si raffreddano, gli atomi si legano apparentemente l'un l'altro in vari modi e alla fine formano particelle di un milione o più atomi. Gli scienziati hanno dedotto che da quando hanno scoperto gli idrocarburi policiclici aromatici (IPA) - che possono essere stati fondamentali nella formazione dei primi anni di vita sulla Terra - in una nebulosa, per necessità devono originarsi nelle nebulose.
Nel 2010, fullereni (o buckyballs) sono stati rilevati nelle nebulose. I fullereni sono stati implicati nell'origine della vita; secondo l'astronomo Letizia Stanghellini, "È possibile che le buckyballs dallo spazio esterno abbiano fornito i semi per la vita sulla Terra."
Nell'ottobre 2011, gli scienziati hanno scoperto mediante spettroscopia che la polvere cosmica contiene composti organici complessi (in particolare solidi organici amorfi con una struttura aromatica-alifatica mista) che potrebbero essere stati creati naturalmente e rapidamente dalle stelle. I composti sono così complessi che le loro strutture chimiche assomigliano alla composizione di carbone e petrolio; in precedenza si pensava che tale complessità chimica avesse luogo solo in organismi viventi. Queste osservazioni suggerirebbero che i composti organici introdotti sulla Terra da particelle di polvere interstellare potrebbero servire come ingredienti base per la vita grazie alle proprie attività catalitiche superficiali.
Nell'agosto 2012, gli astronomi dell'Università di Copenaghen hanno segnalato la rilevazione in un sistema stellare distante di una specifica molecola di glucide, la glicolaldeide. La molecola è stata trovata intorno al sistema binario protostellare IRAS 16293-2422, distante 400 anni luce dalla Terra. La glicolaldeide è necessaria per formare l'acido ribonucleico, o RNA, che è simile in funzione al DNA. Questa scoperta suggerisce che molecole organiche complesse possono formarsi in sistemi stellari prima della formazione dei pianeti, arrivando successivamente su pianeti giovani all'inizio della loro formazione.
Nel settembre 2012, scienziati della NASA hanno riferito che gli IPA, sottoposti a condizioni di mezzo interstellare (ISM) , vengono trasformati, attraverso idrogenazione, ossigenazione e idrossilazione, a sostanze organiche più complesse; ciò rappresenterebbe un ulteriore passo lungo il percorso verso la formazione di aminoacidi e nucleotidi, che sono rispettivamente le materie prime di proteine e DNA. Inoltre, a seguito di queste trasformazioni, gli IPA perdono la loro firma spettroscopica e questa potrebbe essere una delle ragioni "per la mancanza di rilevamento di IPA nei grani di ghiaccio interstellare, in particolare nelle regioni esterne di nuvole fredde e dense o negli strati molecolari superiori dei dischi protoplanetari "
Gli IPA si trovano ovunque nello spazio profondo e, nel giugno 2013 sono stati rilevati nell'atmosfera superiore di Titano, la più grande luna del pianeta Saturno.
Una regione particolarmente ampia e ricca per la rilevazione di molecole interstellari è Sagittarius B2 (Sgr B2). Questa gigantesca nube molecolare si trova vicino al centro della galassia della Via Lattea ed è un obiettivo frequente per nuove ricerche. Circa la metà delle molecole elencate di seguito sono state trovate vicino a Sgr B2 e quasi ogni altra molecola è stata rilevata in tali dintorni. Una ricca fonte di indagine per le molecole circumstellari è la stella relativamente vicina CW Leonis (IRC +10216), in cui sono stati identificati circa 50 composti.
Nel marzo 2015, gli scienziati della NASA hanno riferito che, per la prima volta, complessi composti organici di DNA e RNA, compresi uracile, citosina e timina, sono stati creati in laboratorio ricreando le condizioni di un ambiente tipico dello spazio utilizzando sostanze di base quali la pirimidina, trovata in meteoriti. La pirimidina, così come gli idrocarburi policiclici aromatici, è la sostanza chimica più ricca di carbonio trovata nell'universo e potrebbe essersi formata in giganti rosse o in nubi interstellari di polvere e gas.

## Molecole
La seguente è una lista di molecole che sono state osservate nel mezzo interstellare, raggruppate per numero di atomi che le compongono.

### Biatomiche (43)

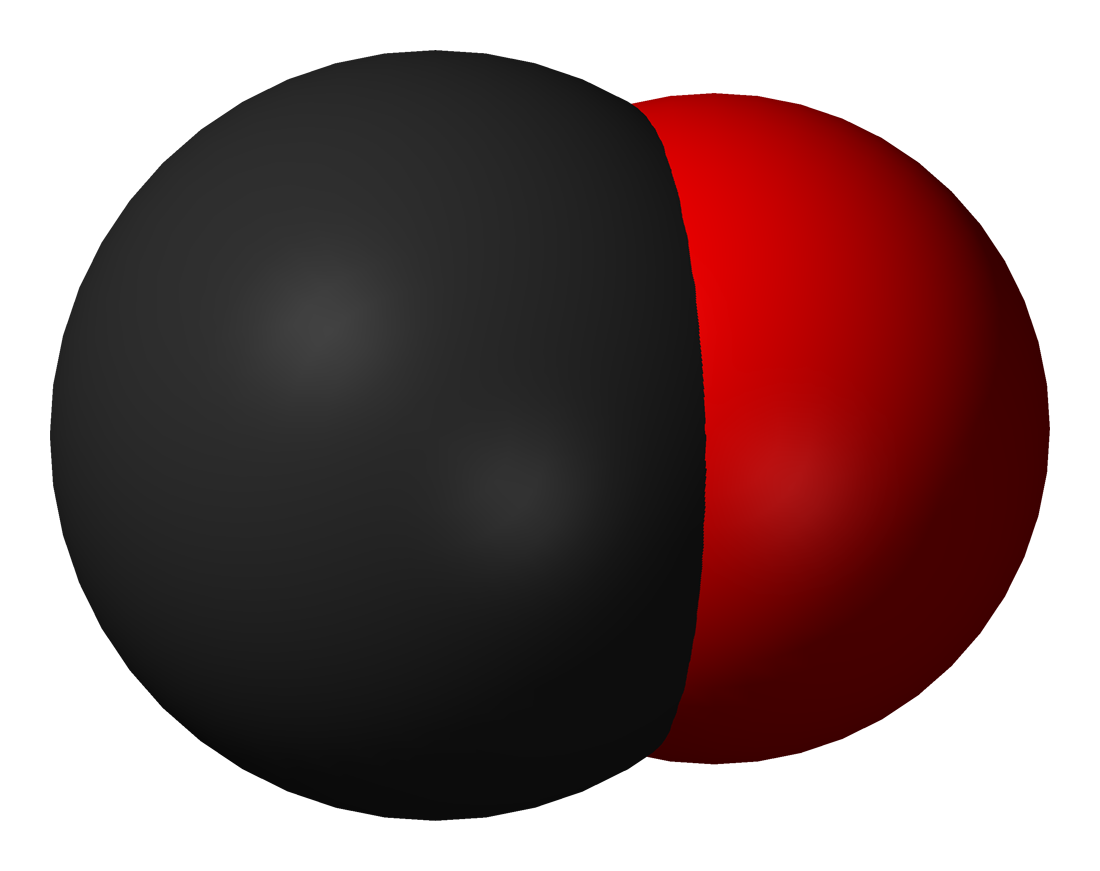
Il monossido di carbonio è frequentemente utilizzato per valutare la distribuzione della massa nelle nubi molecolari.

| Molecole | Designazione                   | Massa | Ione |
| -------- | ------------------------------ | ----- | ---- |
| AlCl     | Monocloruro di alluminio       | 62.5  | —    |
| AlF      | Monofluoruro di alluminio      | 46    | —    |
| AlO      | Monossido di alluminio         | 43    | —    |
| —        | Idruro di argon                | 41    | ArH+ |
| C2       | Carbonio biatomico             | 24    | —    |
| —        | Fluorometilidinio              | 31    | CF+  |
| CH       | Radicale metilidine            | 13    | CH+  |
| CN       | Cianogeno                      | 26    | CN+  |
| CO       | Monossido di carbonio          | 28    | CO+  |
| CP       | Monofosfuro di carbonio        | 43    | —    |
| CS       | Monosolfuro di carbonio        | 44    | —    |
| FeO      | Ossido ferroso                 | 82    | —    |
| H2       | Idrogeno molecolare            | 2     | —    |
| HCl      | Cloruro di idrogeno            | 36.5  | HCl+ |
| HF       | Fluoruro di idrogeno           | 20    | —    |
| HO       | Radicale ossidrile             | 17    | OH+  |
| KCl      | Cloruro di potassio            | 75.5  | —    |
| NH       | Monoidruro di azoto            | 15    | —    |
| N2       | Azoto molecolare               | 28    | —    |
| NO       | Monossido di azoto             | 30    | NO+  |
| NS       | Solfuro di azoto               | 46    | —    |
| NaCl     | Cloruro di sodio               | 58.5  | —    |
| —        | Catione di magnesio monoidruro | 25.3  | MgH+ |
| NaI      | Ioduro di sodio                | 150   | —    |
| O2       | Ossigeno molecolare            | 32    | —    |
| PN       | Nitruro di fosforo             | 45    | —    |
| PO       | Monossido di fosforo           | 47    | —    |
| SH       | Monoidruro di zolfo            | 33    | SH+  |
| SO       | Monossido di zolfo             | 48    | SO+  |
| SiC      | Carburo di silicio             | 40    | —    |
| SiN      | Mononitruro di silicio         | 42    | —    |
| SiO      | Monossido di silicio           | 44    | —    |
| SiS      | Monosolfuro di silicio         | 60    | —    |
| TiO      | Monossido di titanio           | 63.9  | —    |

### Triatomiche (42)

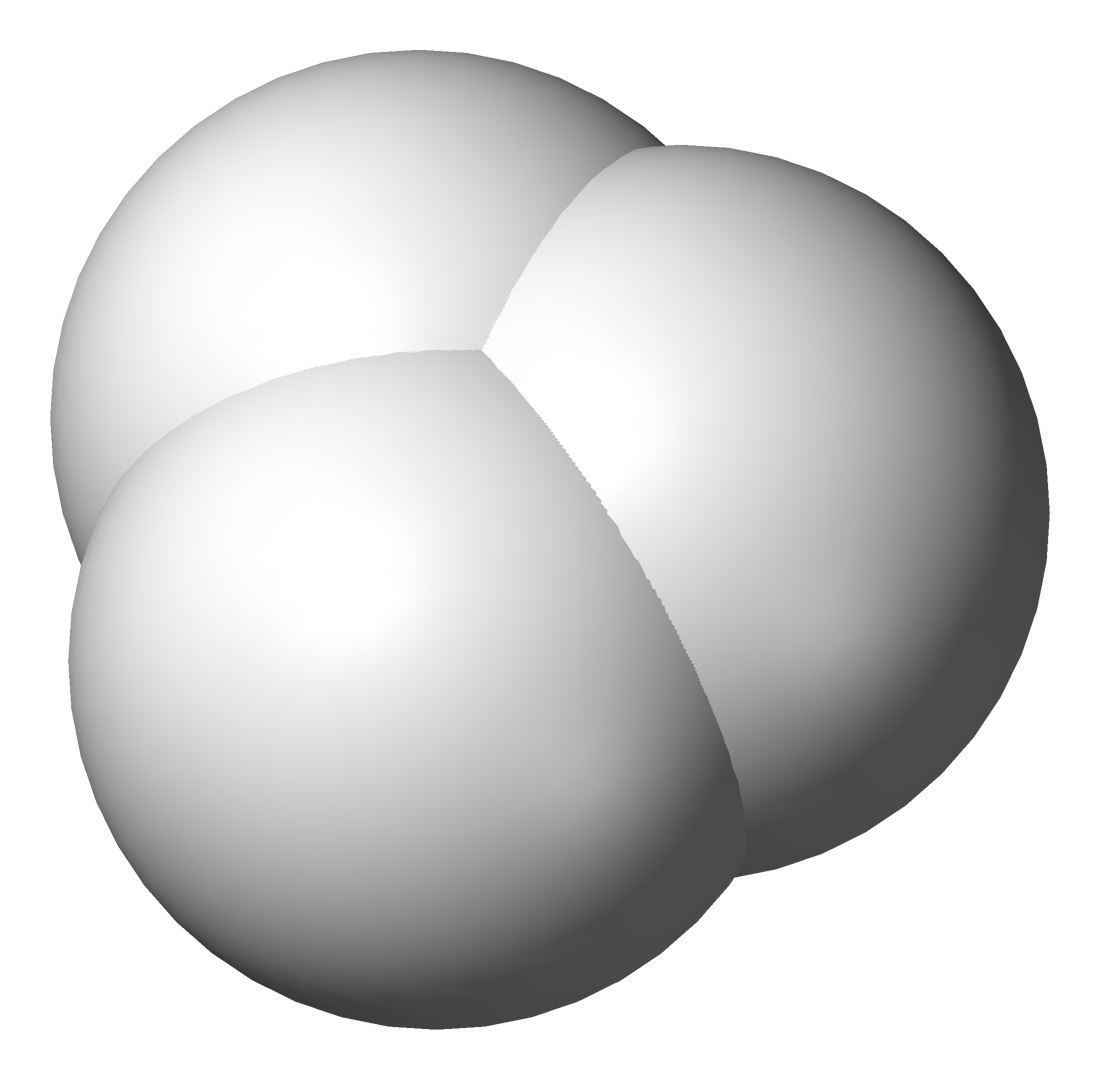
Il catione idrogenonio H_{3}^{+} è uno degli ioni più abbondanti dell'universo. Fu rilevato per la prima volta nel 1993.

| Molecole | Designazione            | Massa | Ione  |
| -------- | ----------------------- | ----- | ----- |
| AlNC     | Isocianuro di alluminio | 53    | —     |
| AlOH     | Idrossido di alluminio  | 44    | —     |
| C3       | Tricarbonio             | 36    | —     |
| C2H      | Radicale etnile         | 25    | —     |
| CCN      | Cianometilidina         | 38    | —     |
| C2O      | Monossido di carbonio   | 40    | —     |
| C2S      | Tiooxoetenilidene       | 56    | —     |
| C2P      | Fosfuro di carbonio     | 55    | —     |
| CO2      | Anidride carbonica      | 44    | —     |
| FeCN     | Cianuro ferroso         | 82    | —     |
| —        | Idrogenonio             | 3     | H3+   |
| H2C      | Radicale metilene       | 14    | —     |
| —        | ione alonio             | 37,5  | H2Cl+ |
| H2O      | Acqua                   | 18    | H2O+  |
| HO2      | Idroperossile           | 33    | —     |
| H2S      | Acido solfidrico        | 34    | —     |
| HCN      | Acido cianidrico        | 27    | —     |
| HNC      | Acido isocianidrico     | 27    | —     |
| HCO      | Radicale Formile        | 29    | HCO+  |
| HCP      | Metilidinfosfano        | 44    | —     |
| —        | Tioformile              | 45    | HCS+  |
| —        | Diazenilio              | 29    | HN2+  |
| HNO      | Nitrossile              | 31    | —     |
| —        | Isoformile              | 29    | HOC+  |
| HSC      | Isotioformile           | 45    | —     |
| KCN      | Cianuro di potassio     | 65    | —     |
| MgCN     | Cianuro di magnesio     | 50    | —     |
| MgNC     | Isocianuro di magnesio  | 50    | —     |
| NH2      | Radicale Amino          | 16    | —     |
| -        | Diazenilio              | 29    | N2H+  |
| N2O      | Ossido di diazoto       | 44    | —     |
| NaCN     | Cianuro di sodio        | 49    | —     |
| NaOH     | Idrossido di sodio      | 40    | —     |
| OCS      | Carbonilsolfuro         | 60    | —     |
| O3       | Ozono                   | 48    | —     |
| SO2      | Diossido di zolfo       | 64    | —     |
| c-SiC2   | c-Carburo di silicio    | 52    | —     |
| SiCN     | Carbonitruro di silicio | 54    | —     |
| SiNC     | Carbonitruro di silicio | 54    | —     |
| TiO2     | Biossido di titanio     | 79,9  | —     |

### Tetraatomiche (26)

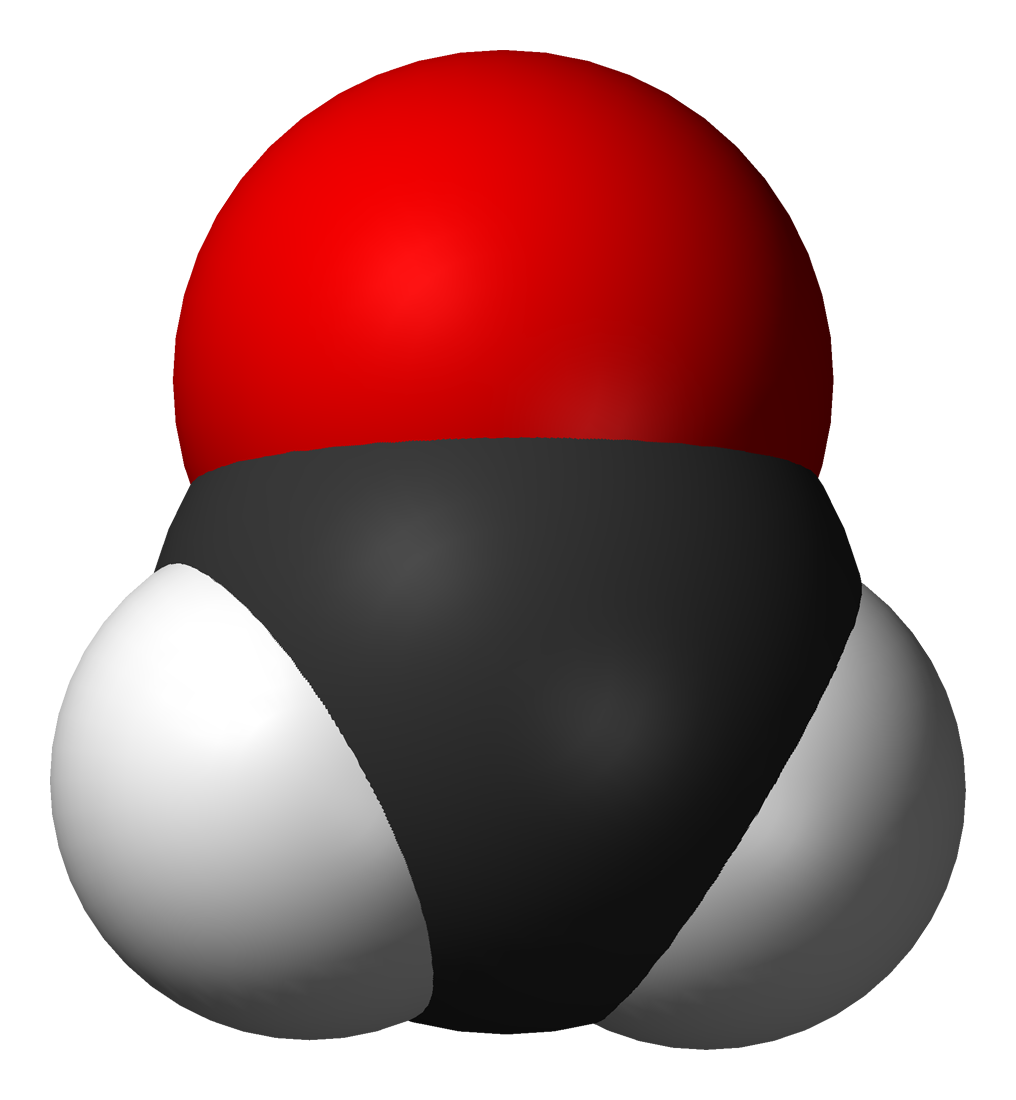
La formaldeide è una molecola organica ampiamente distribuita nel mezzo interstellare.

| Molecole | Designazione                 | Massa | Ione   |
| -------- | ---------------------------- | ----- | ------ |
| CH3      | Radicale metile              | 15    | —      |
| l-C3H    | Propinilidina                | 37    | l-C3H+ |
| c-C3H    | Ciclopropinilidina           | 37    | —      |
| C3N      | Cianoetinile                 | 50    | C3N−   |
| C3O      | Monossido di tricarbonio     | 52    | —      |
| C3S      | Tricarbonio solfuro          | 68    | —      |
| —        | Idronio                      | 19    | H3O+   |
| C2H2     | Acetilene                    | 26    | —      |
| H2CN     | Metilene amidogeno           | 28    | H2CN+  |
| H2CO     | Formaldeide                  | 30    | —      |
| H2CS     | Tioformaldeide               | 46    | —      |
| HCCN     | —                            | 39    | —      |
| —        | Acido cianidrico protonato   | 28    | HCNH+  |
| —        | Anidride carbonica protonata | 45    | HOCO+  |
| HCNO     | Acido fulminico              | 43    | —      |
| HOCN     | Acido isocianico             | 43    | —      |
| HOOH     | Perossido di idrogeno        | 34    | —      |
| HNCO     | Acido isocianico             | 43    | —      |
| HNCS     | Acido tiocianico             | 59    | —      |
| NH3      | Ammoniaca                    | 17    | —      |
| HSCN     | Acido tiocianico             | 59    | —      |
| SiC3     | Tricarburo di silicio        | 64    | —      |
| HMgNC    | Isocianuro di idromagnesio   | 51.3  | —      |

### Cinque atomi (18)

Il metano, componente principale del gas naturale, è stato scoperto anche nelle comete e nell'atmosfera di alcuni pianeti del sistema solare.

| Molecole | Designazione          | Massa | Ione   |
| -------- | --------------------- | ----- | ------ |
| —        | Ione ammonio          |       |        |
| CH4      | Metano                | 16    | —      |
| CH3O     | Radicale metossi      | 31    | —      |
| c-C3H2   | Ciclopropenilidene    | 38    | —      |
| l-H2C3   | Propadienilidene      | 38    | —      |
| H2CCN    | Cianometile           | 40    | —      |
| H2C2O    | Etenone               | 42    | —      |
| H2CNH    | Metilenimina          | 29    | —      |
| HNCNH    | Carbodiimmidi         | 42    | —      |
| —        | Formaldeide protonata | 31    | H2COH+ |
| C4H      | Butadiinile           | 49    | C4H−   |
| HC3N     | Cianoacetilene        | 51    | —      |
| HCC-NC   | Isocianoacetilene     | 51    | —      |
| HCOOH    | Acido formico         | 46    | —      |
| NH2CN    | Cianammide            | 42    | —      |
| HC(O) CN | Cianoformaldeide      | 55    | —      |
| SiC4     | Carburo di silicio    | 92    | —      |
| SiH4     | Silano                | 32    | —      |

### Sei atomi (16)

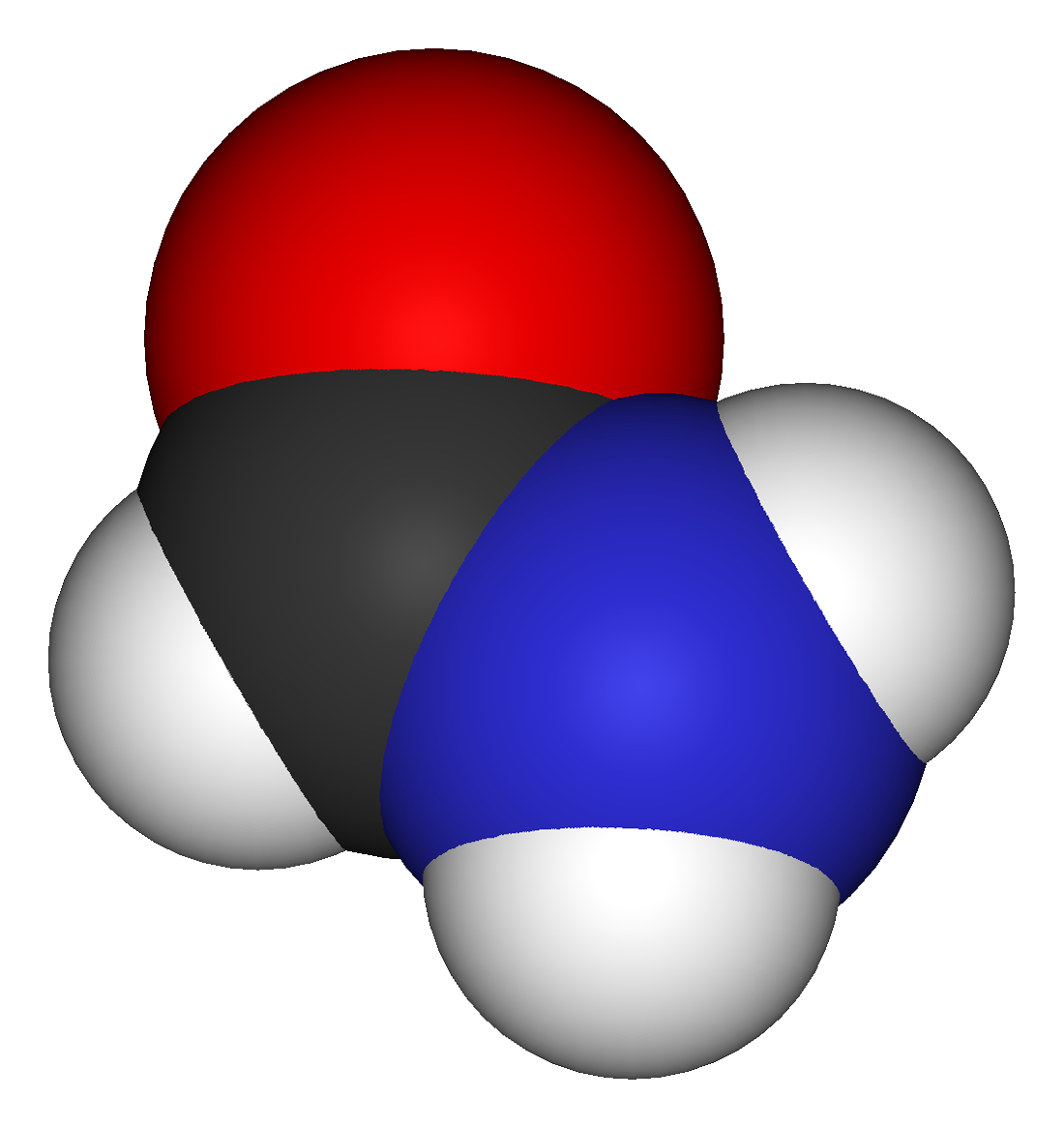
Nel mezzo interstellare la formammide (immagine) si può combinare con il radicale metilene per formare acetammide.

| Molecole | Designazione              | Massa | Ione   |
| -------- | ------------------------- | ----- | ------ |
| c-H2C3O  | Ciclopropenone            | 54    | —      |
| E-HNCHCN | E-Cianometanimmina        | 54    | —      |
| C2H4     | Etilene                   | 28    | —      |
| CH3CN    | Acetonitrile              | 40    | —      |
| CH3NC    | Metilisocianuro           | 40    | —      |
| CH3OH    | Metanolo                  | 32    | —      |
| CH3SH    | Metantiolo                | 48    | —      |
| l-H2C4   | Diacetilene               | 50    | —      |
| —        | Cianoacetilene protonata  | 52    | HC3NH+ |
| HCONH2   | Formammide                | 44    | —      |
| C5H      | Pentinilidina             | 61    | —      |
| C5N      | Radicale Cianobutadiinile | 74    | —      |
| HC2CHO   | Propinale                 | 54    | —      |
| HC4N     | —                         | 63    | —      |
| CH2CNH   | Cetenimmina               | 40    | —      |
| C5S      | —                         | 92    | —      |

### Sette atomi (9)

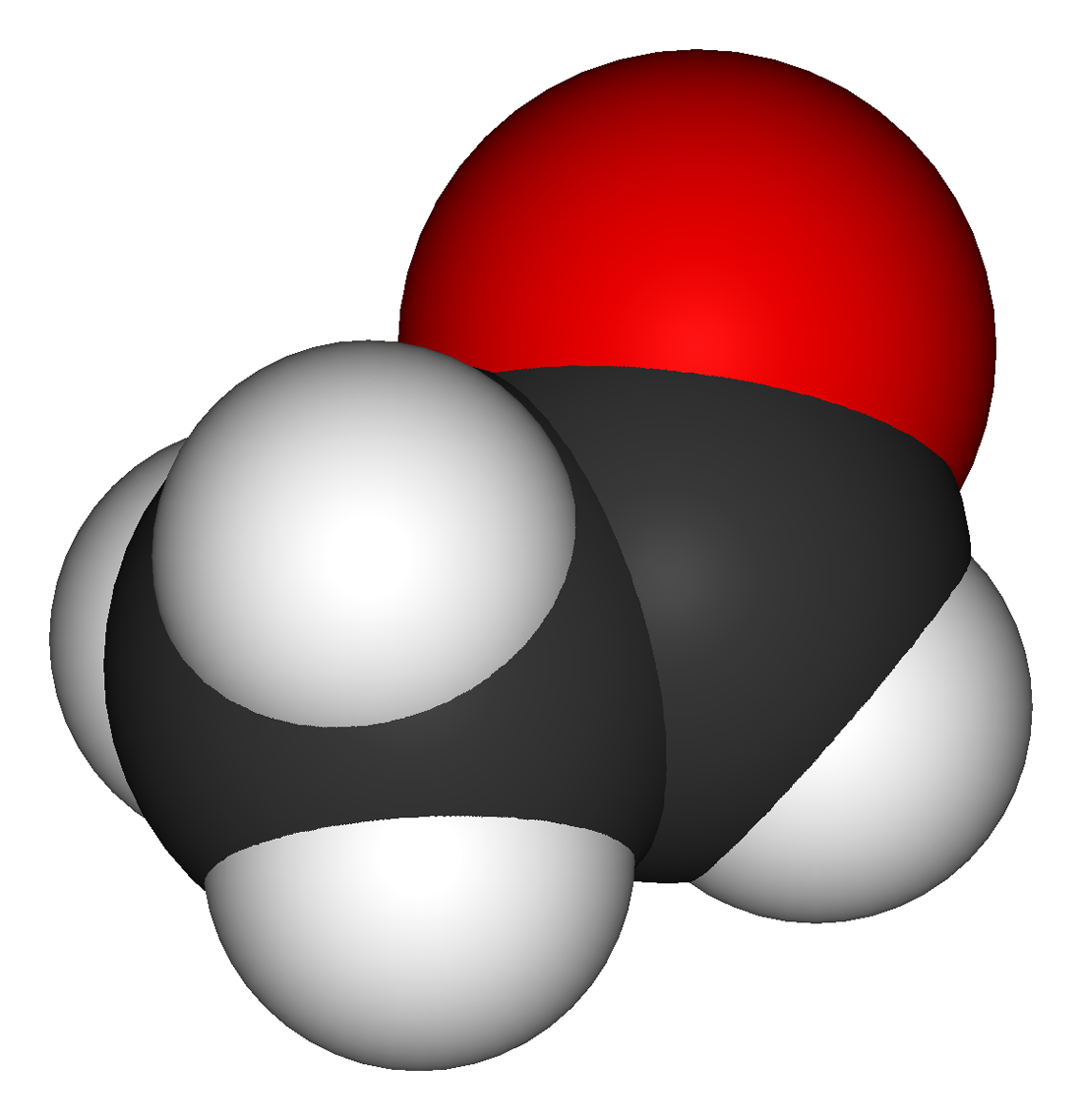
Sia l'acetaldeide (in figura) che i suoi isomeri alcol vinilico e ossido di etilene, sono stati trovati nel mezzo interstellare.

| Molecole | Designazione         | Massa | Ione |
| -------- | -------------------- | ----- | ---- |
| c-C2H4O  | Ossido di etilene    | 44    | —    |
| CH3C2H   | Metilacetilene       | 40    | —    |
| H3CNH2   | Metilammina          | 31    | —    |
| CH2CHCN  | Acrilonitrile        | 53    | —    |
| H2CHCOH  | Alcol vinilico       | 44    | —    |
| C6H      | Radicale esatriinile | 73    | C6H− |
| HC4CN    | Cianodiacetilene     | 75    | —    |
| CH3CHO   | Acetaldeide          | 44    | —    |

### Otto atomi (11)

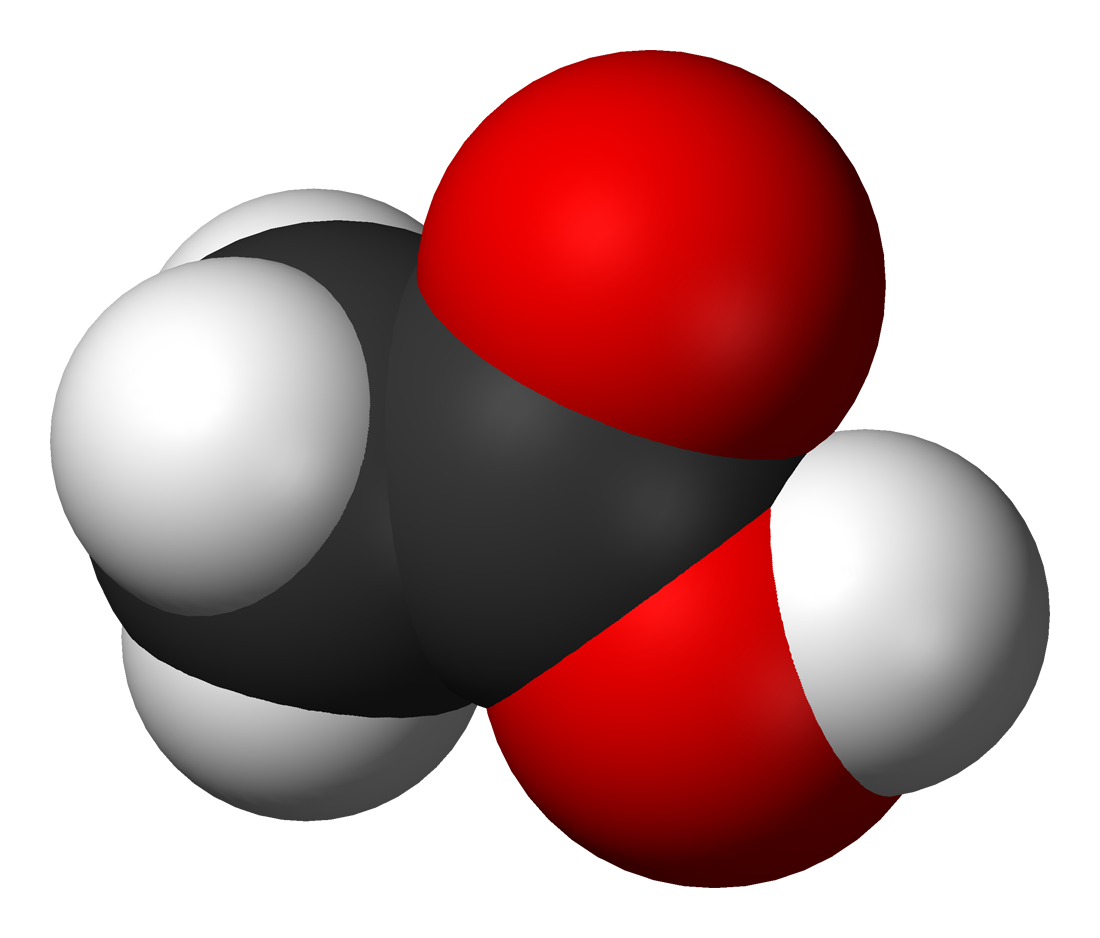
La segnatura radio dell'acido acetico nel mezzo interstellare è stata confermata nel 1997.

| Molecole | Designazione          | Massa |
| -------- | --------------------- | ----- |
| H3CC2CN  | Metilcianoacetilene   | 65    |
| H2COHCHO | Glicolaldeide         | 60    |
| HCOOCH3  | Metilformato          | 60    |
| CH3COOH  | Acido acetico         | 60    |
| H2C6     | Esapentaenilidene     | 74    |
| CH2CHCHO | Acroleina             | 56    |
| CH2CCHCN | Cianoallene           | 65    |
| CH3CHNH  | Etanimmina            | 43    |
| C7H      | Radicale Eptatrienile | 85    |
| NH2CH2CN | Amminoacetonitrile    | 56    |
| (NH2)2CO | Urea                  | 60    |

### Nove atomi (10)
| Molecole | Designazione                       | Massa | Ione |
| -------- | ---------------------------------- | ----- | ---- |
| CH3C4H   | Metildiacetilene                   | 64    | —    |
| CH3OCH3  | Etere dimetilico                   | 46    | —    |
| CH3CH2CN | Propionitrile                      | 55    | —    |
| CH3CONH2 | Acetammide                         | 59    | —    |
| CH3CH2OH | Alcol etilico                      | 46    | —    |
| C8H      | Radicale octotetranile             | 97    | C8H− |
| HC7N     | Cianoesatriina o Cianotriacetilene | 99    | —    |
| CH3CHCH2 | Propilene (propene)                | 42    | —    |
| CH3CH2SH | Etantiolo                          | 62    | —    |

### Dieci e più atomi (15)
| Atoms | Molecole   | Designazione                         | Massa | Ione |
| ----- | ---------- | ------------------------------------ | ----- | ---- |
| 10    | (CH3)2CO   | Acetone                              | 58    | —    |
| 10    | (CH2OH)2   | Glicole etilenico                    | 62    | —    |
| 10    | CH3CH2CHO  | Propanal                             | 58    | —    |
| 10    | CH3C5N     | Metilcianodiacetilene                | 89    | —    |
| 10    | (CH3)2CHCN | Isopropilcianuro                     | 69    | —    |
| 11    | HC8CN      | Cianotetraacetilene                  | 123   | —    |
| 11    | C2H5OCHO   | Formiato di etile                    | 74    | —    |
| 11    | CH3COOCH3  | Acetato di metile                    | 74    | —    |
| 11    | CH3C6H     | Metiltriacetilene                    | 88    | —    |
| 12    | C6H6       | Benzene                              | 78    | —    |
| 12    | C3H7CN     | Butirronitrile                       | 69    | —    |
| 13    | HC10CN     | Cianodecapentaina                    | 147   | —    |
| 13    | HC11N      | Cianopentaacetilene                  | 159   | —    |
| 60    | C60        | Buckminsterfullerene (C60 fullerene) | 720   | C60+ |
| 70    | C70        | C70 fullerene                        | 840   | —    |

### Molecole deuterate (17)
Tutte queste molecole contengono uno o più atomi di deuterio, un isotopo pesante dell'idrogeno.
| Atoms | Molecole        | Designazione          |
| ----- | --------------- | --------------------- |
| 2     | HD              | Deuteruro di idrogeno |
| 3     | H2D+, HD2+      | Idrogenonio           |
| 3     | HDO, D2O        | Acqua pesante         |
| 3     | DCN             | Acido cianidrico      |
| 3     | DCO             | Radicale formile      |
| 3     | DNC             | Acido cianidrico      |
| 3     | N2D+            | —                     |
| 4     | NH2D, NHD2, ND3 | Ammoniaca             |
| 4     | HDCO, D2CO      | Formaldeide           |
| 5     | NH3D+           | Ione ammonio          |
| 7     | CH2DCCH, CH3CCD | Metilacetilene        |

### Non confermate (13)
In letteratura è stata riportata l'evidenza dell'esistenza delle seguenti molecole, ma la loro rilevazione è stata descritta come probabile o è stata messa in dubbio da altri ricercatori; sono pertanto necessarie conferme indipendenti per poterle considerare come accertate.
| Atoms | Molecole   | Designazione              |
| ----- | ---------- | ------------------------- |
| 2     | SiH        | Sililidina                |
| 4     | PH3        | Fosfina                   |
| 4     | MgCCH      | Monoacetiluro di magnesio |
| 4     | NCCP       | Cianofosfaetino           |
| 5     | C5         | Carbonio lineare C5       |
| 5     | H2NCO+     | -                         |
| 4     | SiH3CN     | Cianuro di silile         |
| 10    | H2NH2CCOOH | Glicina                   |
| 12    | CO(CH2OH)2 | Diidrossiacetone          |
| 12    | C2H5OCH3   | Etilmetiletere            |
| 18    | C10H8+     | Naftalene catione         |
| 24    | C24        | Grafene                   |
| 24    | C14H10     | Antracene                 |
| 26    | C16H10     | Pirene                    |